# Polymorphanisus taoninus
Polymorphanisus taoninus är en nattsländeart som beskrevs av Navás 1936. Polymorphanisus taoninus ingår i släktet Polymorphanisus och familjen ryssjenattsländor. Inga underarter finns listade i Catalogue of Life.